# Monastero Chi Lin

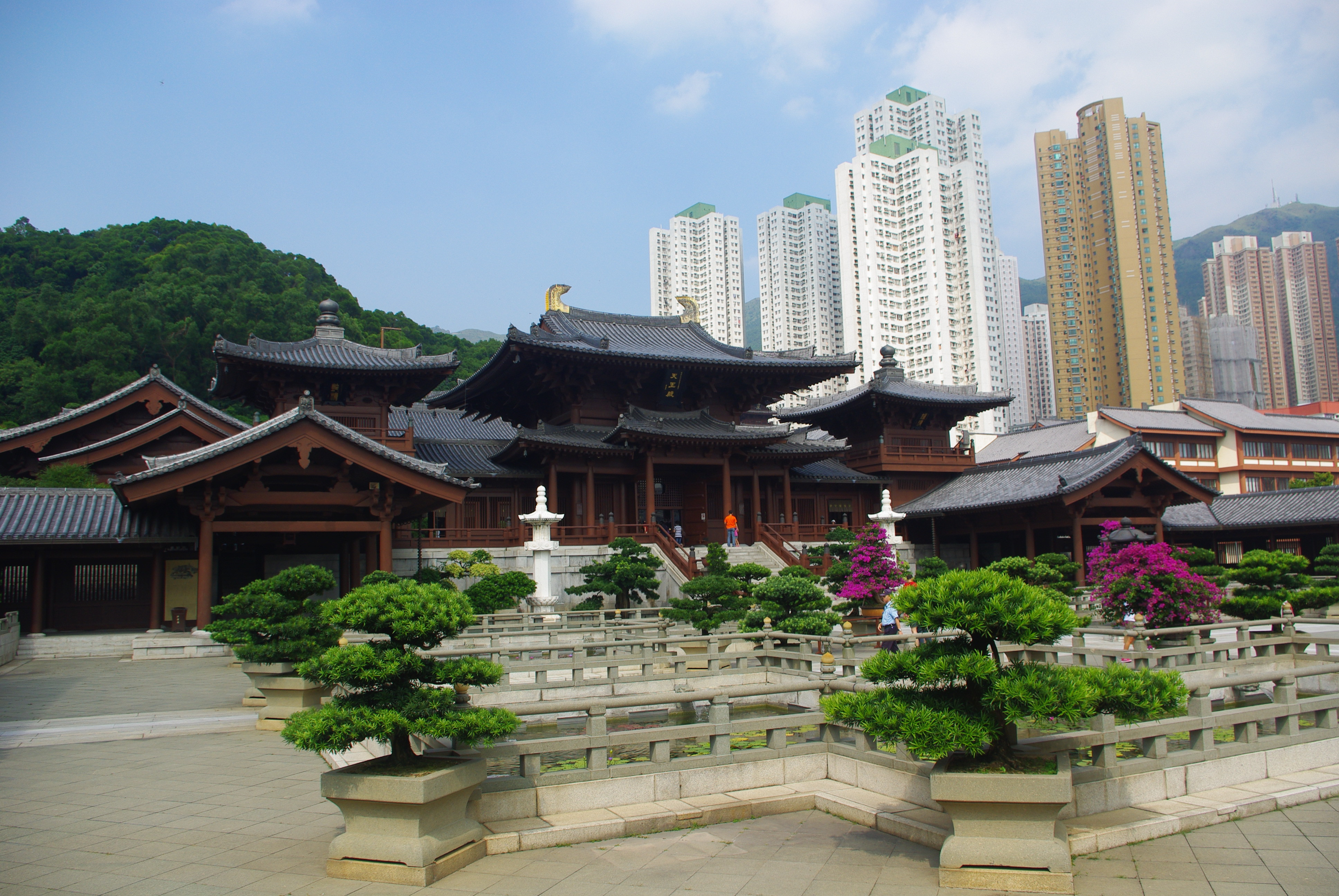
Il monastero Chi Lin

Il Monastero Chi Lin (in cinese: 志蓮淨苑; in Jyutping: zi3 lin4 zing6 jyun2; in Cantonese : Jilìhn Jihng Yún)) è un grande monastero buddista situato a Diamond Hill, Kowloon, Hong Kong. È stato fondato nel 1934 come un luogo di ritiro per monache buddiste, ed è stato ricostruito nel 1998 seguendo lo stile e l'architettura tradizionale della dinastia Tang. Le differenti sale del tempio conservano statue del Gautama Buddha, dell'Avalokiteśvara, la divinità della grande compassione, e di altri Bodhisattva. Le statue sono fatte in oro, legno, pietra e argilla. Le sale del tempio ed il giardino cinese di fronte al tempio sono aperti al pubblico gratuitamente.
Nel 2018, il tempio è stato oggetto di un lavoro di illuminazione esterna ed interna per modificare l'aspetto notturno dell'edificio, mantenendo l'aspetto e l'architettura quanto più fedeli possibile all'originale.

## Giardino Nan Lian
Il giardino Nan Lian, situato di fronte al monastero Chi Lin, è un giardino cinese anch'esso realizzato con lo stile della dinastia Tang. Il giardino, veramente scenico, si estende su un'area di 35.000 metri quadri ed è manutenuto dal monastero Chi Lin.